# Zelotes anglo
Zelotes anglo este o specie de păianjeni din genul Zelotes, familia Gnaphosidae, descrisă de Willis J. Gertsch și Riechert, 1976. Conform Catalogue of Life specia Zelotes anglo nu are subspecii cunoscute.